# آر إم إس كوين إليزابيث
أر إم إس كوين إليزابيث هي عابرة محيط منتظمة مملوكة لكونارد لاين (ثم كونارد وايت لاين) سميت على اسم الملكة الملكة إليزابيث. جنبًا إلى جنب مع آر إم إس كوين ماري، كان تقدم خدمة نقل أسبوعية فاخرة بين ساوثهامبتون في المملكة المتحدة ومدينة نيويورك في الولايات المتحدة عبر شيربورج في فرنسا.